# グスタボ・ディアス・オルダス

グスタボ・ディアス・オルダス（1964年）

グスタボ・ディアス・オルダス（Gustavo Díaz Ordaz、1911年3月12日 - 1979年7月15日）は、メキシコの政治家で、1964年から1970年までメキシコの大統領をつとめた。1968年のトラテロルコ事件で学生を虐殺したことで記憶される。

## 生涯
ディアス・オルダスはプエブラ州サンアンドレス・チャルチコムラ（今のセルダン (Ciudad Serdán) ）で生まれた。父はポルフィリオ・ディアス大統領時代の市長(jefe político)だった。1937年にプエブラ州立大学（今のプエブラ自治大学）の法学の学位を得た後、プエブラ州知事マクシミーノ・アビラ・カマチョ (Maximino Ávila Camacho) の秘書、労働調停委員会の長官、プエブラ州立大学の副学長、プエブラ州政府事務局長などを歴任した。
1943年から連邦議会の下院議員、1946年から1952年まで上院議員をつとめた。1952年には与党である制度的革命党(PRI)の代表になり、内務省で働いた。
アドルフォ・ロペス・マテオス大統領の時代（1958-1964年）にディアス・オルダスは内務大臣をつとめた。当時多くの労働争議や制度的革命党の支配に反対する書物の出版が行われていたが、内務大臣としてディアス・オルダスはそれらを抑圧した。
1963年の大統領選挙でディアス・オルダスは制度的革命党から出馬して当選し、1964年12月1日に大統領に就任した。当時はキューバ危機から間もなく、アメリカ合衆国はラテンアメリカの左傾化を防ぐために強い圧力をかけていた。ディアス・オルダスの政府はアメリカの提唱する進歩のための同盟の影響を受けており、共産化の危険に対抗するために漸進的な社会改革を目指していた。
ディアス・オルダス大統領の時代に経済成長率は平均で6.8%に達し、その一方でインフレ率は2.6%と低く抑えられていた。とくに電気・重工業・石油・建設業・商業・交通部門で高い成長を達成した。一人当たりGDPは18.6%上昇した。政府は農地改革にも力を入れ、1965年から1970年までに2300万ヘクタールの土地を約37万人の農民に分配した:317。外交ではロペス・マテオス時代に提唱されていたラテンアメリカの非核化の提案に基づいて1967年にトラテロルコ条約の調印が行われた。
国内ではロペス・マテオス時代から引きつづき反政府的運動が盛んだったが、ディアス・オルダスはチワワ州マデラで起きたゲリラやゲレロ州の師範学校教師による武装蜂起を鎮圧した。1969年5月24日、ディアス・オルダスは軍隊をゲレロ州コスタ・グランデに派遣してゲリラ勢力を掃討した。学生運動に対しては刑法145条の2を根拠として軍隊をキャンパスに送りこんだ。
1968年メキシコシティオリンピックを前にして、1968年10月2日にメキシコシティの三文化広場で集会を開いた学生たちに対して軍隊と警察を送りこみ、多数の犠牲者を出した（トラテロルコ事件）。政府は犠牲者の数を90人と発表したが、別の報告によると数百人が殺害された。この事件はメキシコの内外に衝撃を与えた:316-317。オリンピックはその10日後に予定どおり開催された。
1970年にメキシコシティのエスタディオ・アステカで開催されたサッカー・ワールドカップの開会式では、観衆がトラテロルコの虐殺に抗議する口笛を鳴らした。
1970年、ディアス・オルダス時代の内務大臣だったルイス・エチェベリアが次の大統領に就任した。エチェベリアはディアス・オルダス時代の強硬路線とは一線を引き、各方面との対話を試みた:318。
その後ディアス・オルダスは引退生活を送っていたが、スペインで1975年にフランコが没し、フアン・カルロス1世が即位すると、メキシコは約40年ぶりにスペインとの国交を回復し、エチェベリア大統領は1977年にディアス・オルダスをスペイン大使に任命した。しかし虐殺者を大使とすることについては抵抗が多く、当時フランス大使をつとめていたカルロス・フエンテスは抗議のために大使を辞任した。
1979年に直腸癌によってメキシコシティで死亡した。68歳だった。トラテロルコ事件については共産主義者の陰謀から国家を救ったと主張し、生涯後悔の念を表明することはなかった。

## 栄誉
ハリスコ州のプエルト・バヤルタ国際空港の公式名称にはディアス・オルダス大統領の名が使われている。
タマウリパス州にはグスタボ・ディアス・オルダス (es:Ciudad Gustavo Díaz Ordaz) の町がある。
なお、オアハカ州ビジャ・ディアス・オルダス (Villa Díaz Ordaz) はグスタボ・ディアス・オルダスの祖先にあたる19世紀の軍人ホセ・マリア・ディアス・オルダス (es:José María Díaz Ordaz) を記念して1860年につけられた名前で、大統領と直接関係があるわけではない。